# Piastra per microtitolazione

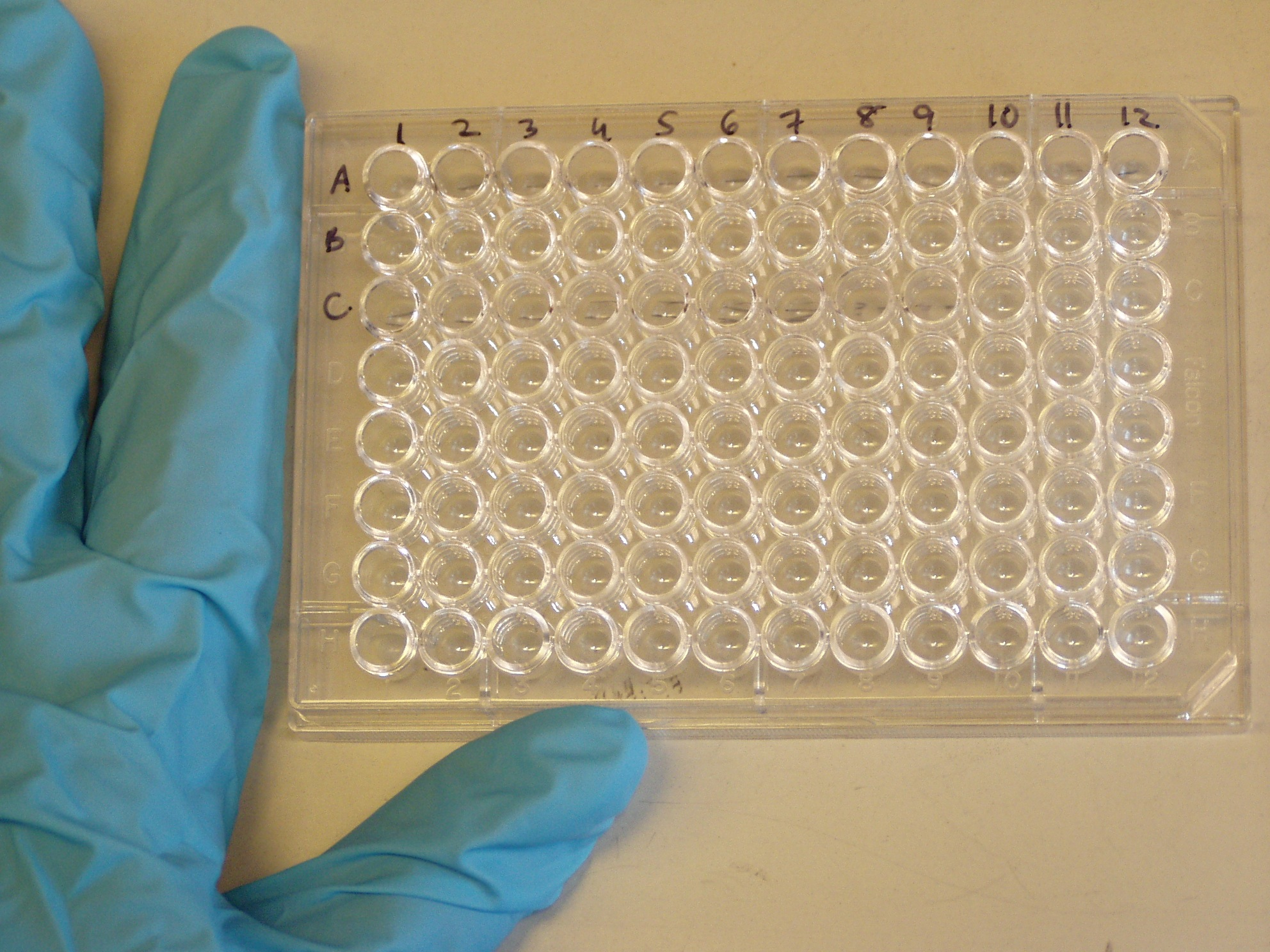

Le piastre per microtitolazione sono strumenti da laboratorio impiegati per investigare proprietà biologiche. Ogni piastra comprende un certo numero di pozzetti (inglese wells). Sono comuni le piastre da 96 pozzetti.
Le caratteristiche delle piastre sono oggetto di una norma proposta dalla Society for Biomolecular Sciences (ora Society for Laboratory Automation) nel 2004, in collaborazione con l'American National Standards Institute (ANSI).